# Louis IV Henri de Bourbon-Condé
Titre
Prince de Condé
4 mars 1710 – 27 janvier 1740
(29 ans, 10 mois et 23 jours)
Signature
Louis IV Henri de Bourbon-Condé, né le 18 août 1692 au château de Versailles et décédé le 27 janvier 1740 au château de Chantilly, est un aristocrate et politicien de l'Ancien Régime. Fils de Louis III de Bourbon-Condé, le sixième prince de Condé, et de Louise-Françoise de Bourbon, une fille légitimée du roi Louis XIV, il est prince du sang. Il devient prince de Condé à la mort de son père en 1710. Il fut également duc de Bourbon, duc d'Enghien et seigneur de Chantilly. Il est le principal ministre d'État du roi Louis XV de 1723 à 1726 et il intrigue, avec la complicité de Madame de Prie, sa maîtresse, afin de faire épouser au jeune roi la princesse Marie Leszczynska.  
Devenu prince de Condé, il continue de se faire appeler « Monsieur le Duc » du fait que la maison de Bourbon-Condé eut renoncé au titre de « Monsieur le Prince » en faveur de la maison de Bourbon-Orléans. Il est habituellement désigné sous le titre de « Duc de Bourbon ». Le duc est celui à l'initiative de la Porcelaine de Chantilly.  

## Biographie

### Enfance
Fils de Louis III de Bourbon-Condé et de Louise-Françoise de Bourbon, dite « Mademoiselle de Nantes », Louis-Henri de Bourbon-Condé est né le 18 août 1692 au château de Versailles. Il est baptisé en la chapelle royale de Versailles le 24 novembre 1698, en même temps que ses sœurs Louise-Élisabeth de Bourbon-Condé et Louise-Anne de Bourbon-Condé. Arrière-petit-fils de Louis II de Bourbon-Condé, dit le « Grand-Condé », il devient aîné de sa branche en 1710. 
À la mort du duc de Berry en mai 1714, il passa en huitième rang dans l'ordre de succession au trône de France, derrière le dauphin (futur Louis XV), le roi d'Espagne, le prince des Asturies, l'infant Philippe, l'infant Ferdinand, le duc d'Orléans et son fils le duc de Chartres, ou au quatrième rang pour les partisans du duc d'Orléans et de la validité de la renonciation du roi d'Espagne à ses droits et à ceux de ses fils (renonciation imposée aux Bourbons en 1712, dans le cadre de la négociation mettant fin à la guerre de Succession d'Espagne).

### La Régence
Le testament de son grand-père le roi Louis XIV lui donnait une place au Conseil de régence dès sa majorité atteinte (24 ans). Le 2 septembre 1715, après la mort du roi, se tint une séance solennelle dans la grande chambre du Parlement de Paris, réunissant les cours souveraines, les princes du sang et les ducs et pairs. C'était la coutume pour proclamer la régence. Il fut donné lecture du testament de Louis XIV et de l'édit d'août 1714 relatif au droit de succession de ses enfants légitimés. Le duc d'Orléans se fit proclamer régent par les gens du roi. Il réclama une admission immédiate du duc de Bourbon au Conseil, avec la charge de chef. 
Le duc de Bourbon, grand maître de France, réclama également que le commandement des troupes, attribué par Louis XIV au duc du Maine, fût confié au régent. Le duc de Bourbon et le duc du Maine s'échauffèrent beaucoup, mais le duc d'Orléans obtint gain de cause. Dès janvier 1716, le duc de Bourbon et le duc du Maine entrèrent au Conseil de la guerre, ce qui y amena des querelles de préséance avec son président, le maréchal de Villars. Tensions avivées par l'arrivée du prince de Conti en avril 1717. En 1718, le Conseil de la guerre devint, selon le mot de Saint-Simon, « une pétaudière ». 
Au cours de l'année 1718, l'activité du Conseil de la guerre, comme celle des autres conseils de la polysynodie, déclina considérablement, que ce soit en termes de fréquence des réunions ou de volume des affaires traitées. Le 24 septembre 1718, le Régent mit fin à la polysynodie. Dans le même temps, le duc de Bourbon s'employa à diminuer le rang des enfants légitimés. En août 1716, accompagné de son frère le comte de Charolais et de son cousin le prince de Conti, il demanda à Louis XV un lit de justice pour abolir les dispositions de 1714. 
Le 1er juillet 1717, le Conseil de régence révoqua l'édit de 1714 et la déclaration du 23 mai 1715. Néanmoins, les enfants légitimés conservaient leurs privilèges, notamment la préséance sur les ducs et pairs. À la suite du lit de justice du 26 août 1718, les enfants légitimés perdirent leurs honneurs, et le duc de Bourbon s'arrogea sur la surintendance de l'éducation de Louis XV à la place du duc du Maine. C'est au cours de cette période qu'il joue un rôle clé dans le krach du système de Law, en demandant au printemps 1720 à convertir ses billets de la Banque générale en or, comme le fit au même moment son cousin le prince de Conti. 

### Principal ministre d'État
Le 2 décembre 1723, à la mort du duc d'Orléans, le duc de Bourbon demanda immédiatement au roi sa succession comme principal ministre d'état (premier ministre). Sur l'approbation du cardinal de Fleury, Louis XV accepta. Il s'engagea néanmoins à ne jamais consulter le duc de Bourbon en l'absence du cardinal. Laid, grand et borgne, le duc passait pour « peu esprité », selon l'expression de l'époque. Le cardinal de Bernis écrivit dans ses mémoires au sujet du duc : 

« Si la probité et les bonnes intentions avaient suffi pour remplir ce poste important, M. le Duc aurait pu espérer d’y réussir : mais les grands talents lui manquaient, et souvent les bons conseils. »

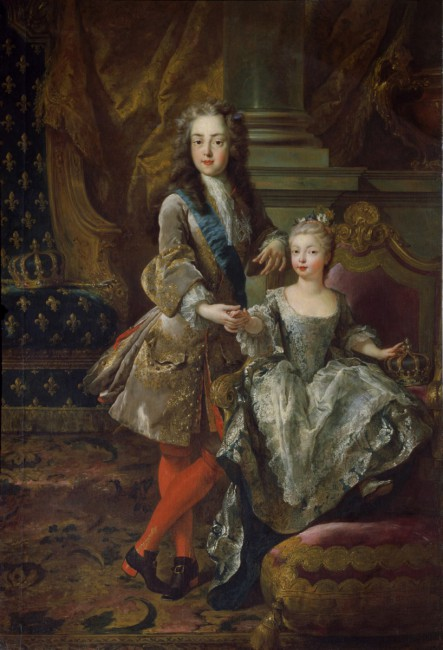
Portrait du roi Louis XV et de sa fiancée Marie-Anne-Victoire d'Espagne, fille de Philippe V d'Espagne par François de Troy, 1723.

Il était de caractère inconstant et emporté. La maîtresse du duc, la marquise de Prie, avait beaucoup d'influence sur lui. Elle se contentait néanmoins, pour l'essentiel, de protéger les arts et les lettres. De fait, il abandonna une partie des affaires au cardinal de Fleury, en particulier la question religieuse, et notamment la querelle de la bulle Unigenitus. Sa première tâche réelle fut de trouver une épouse pour le jeune roi, désormais capable de procréer. Or sa fiancée, l'infante Marie-Anne-Victoire d'Espagne, était encore en bas âge. Le nouveau duc d’Orléans était donc le premier dans l’ordre de succession, et le duc de Bourbon ne voulait pas courir le risque de le voir monter sur le trône. À la fin de février 1725, Louis XV dut s’aliter pour avoir trop mangé et chassé. 
Affolé, le duc de Bourbon résolut de lui trouver sans délai une nouvelle fiancée. On l’entendit marmonner : « S’il en réchappe, il faut le marier. » Le 1er mars, l’infante fut renvoyée. Refusant la princesse de Lorraine parce qu'elle était la nièce du feu régent, ne pouvant imposer sa propre sœur, Monsieur le Duc, soumis à la marquise de Prie, passa en revue les candidates et arrêta son choix sur une princesse obscure, fille du roi de Pologne en exil, et quasi-vieille fille (21 ans) dont on espérait que la reconnaissance serait un soutien qui permettrait de conserver le pouvoir, Marie Leszczynska. Fleury, indifférent, s'inclina et le mariage fut célébré dans l'année. 
Après deux ans d'exercice, le duc de Bourbon se trouvait détesté de tous. Après l’effondrement du système de Law, il fallait assainir les finances, exercice qui rendait peu populaire, même s’il était en réalité conduit par le financier Joseph Pâris Duverney. Un lit de justice fut nécessaire, le 8 juin 1725, pour faire enregistrer par le Parlement de Paris les mesures fiscales indispensables.

### Disgrâce et exil

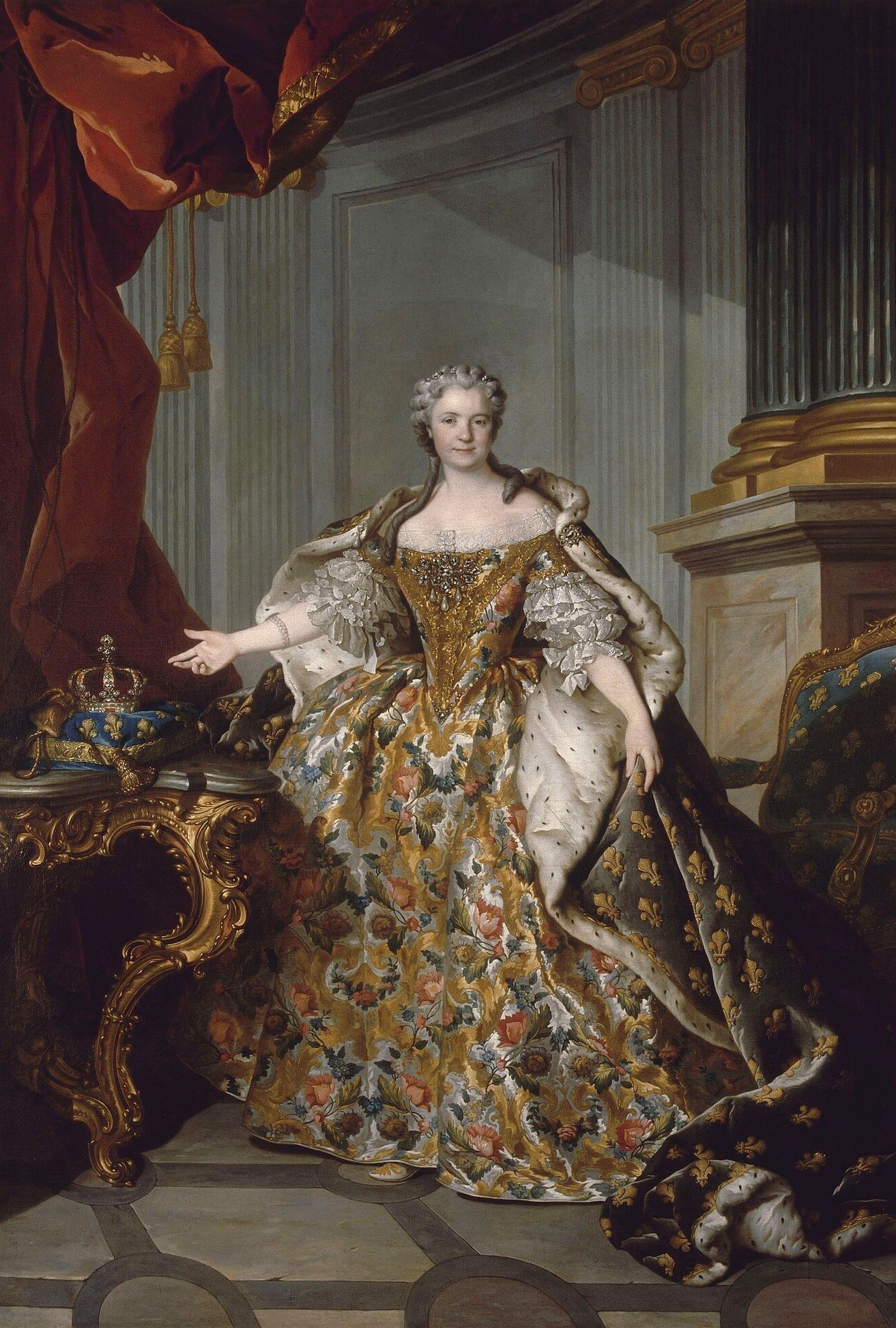
Portrait de Marie Leszczynska, reine de France par Louis Tocqué, 1740.

Monsieur le Duc finit par prendre ombrage de la présence continuelle de Fleury lors de ses entretiens avec le roi. À la fin de 1725, il demanda à la reine de l’aider. Reconnaissante du rôle joué dans son mariage, celle-ci accepta. Elle fit appeler Louis XV qui, arrivant dans ses appartements, y trouva le duc de Bourbon qui se mit à lui parler d’affaires en multipliant les allusions hostiles à Fleury. Louis XV resta impassible. Monsieur le Duc finit par lui demander ce qu’il pensait des imputations qu’il avait formulées à l’encontre de l’évêque de Fréjus : 
- Rien, dit le roi.

- Votre Majesté ne donne-t-elle aucun ordre ?

- Que les choses demeurent comme elles sont.

- J’ai donc eu le malheur de déplaire à Votre Majesté.

- Oui.

- Votre Majesté n’a plus de bontés pour moi ?

- Non.

- Monsieur de Fréjus a seul la confiance de Votre Majesté ?

- Oui.
Le duc de Bourbon se jeta alors aux pieds du roi en implorant son pardon, que Louis XV lui accorda d’un ton glacial avant de sortir. Fleury, ayant compris ce qui s’était passé en réalisant que le roi était seul avec Monsieur le Duc, quitta aussitôt Versailles en laissant une lettre dans laquelle il faisait valoir que « ses services lui paraissant désormais inutiles », il le suppliait « de lui laisser finir ses jours dans la retraite et préparer son salut auprès des sulpiciens d’Issy ». Le duc de Bourbon fut contraint d’écrire de sa main la lettre par laquelle il demandait à Fleury de revenir. Il resta nominalement au pouvoir jusqu’au 11 juin 1726, quand le roi l’exila en son château de Chantilly, à la satisfaction de l’opinion. Il y mourut en 1740.

### Fortune et spéculation

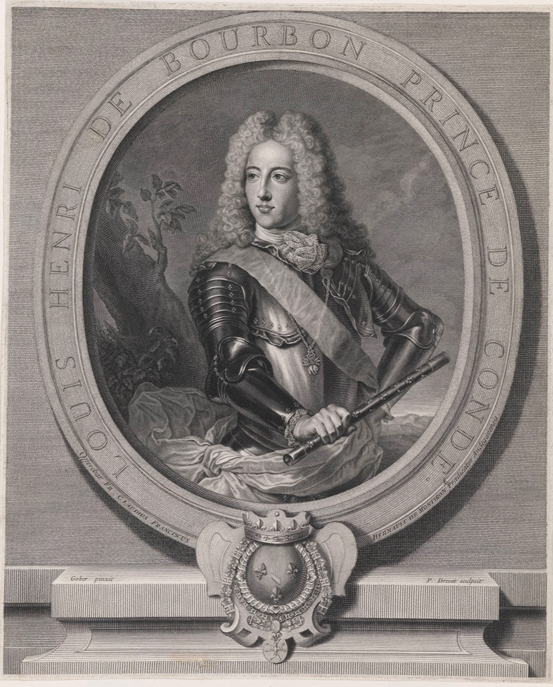
Louis-Henri de Bourbon, prince de Condé par Pierre Drevet, entre 1724 et 1738.

Il s’était grandement enrichi (plus de 20 millions de livres) grâce au « système de Law ». Cela lui permettait de mener grand train à Chantilly où il entretenait un magnifique équipage de vénerie. Louis XV y passa un mois, du 30 juin au 1er août 1724, chassant presque tous les jours. Il y revint en 1725, y passant cette fois-ci deux mois (du 8 juin au 8 août).  
En 1725, le chimiste Cicaire Cirou met au point une pâte de porcelaine tendre pour le compte du duc de Bourbon, qui fonde la manufacture de porcelaine de Chantilly, l'une des premières en France. 
En 1735, Louis XV accorde pour vingt ans un privilège à Cicaire Cirou qui se voit autorisé à produire « une porcelaine fine de toutes couleurs, espèces, formes et grandeurs à l'imitation du Japon ». Le procédé de fabrication est amélioré, grâce à l'action de Claude Humbert Gérin, qui parvient à mettre au point une pâte plus blanche en ajoutant de l'alun calciné dans la fritte. Il réussit à obtenir une porcelaine tendre d'un blanc parfait.

### Mariages et descendance
Il se marie deux fois :
1. Les 8 et 9 juillet 1713, il épouse sa cousine Marie-Anne de Bourbon-Conti (Versailles, 18 avril 1689 - Paris, 21 mars 1720), fille de François-Louis de Bourbon-Conti, prince de Conti, dit le Grand Conti, et de Marie-Thérèse de Bourbon-Condé. Ils se marièrent au château de Versailles lors d'une cérémonie commune avec sa sœur Louise-Élisabeth, qui épousa le frère de Marie-Anne. Sans enfant de ce premier mariage.
2. Le 23 juillet 1728 à Sarry, Louis-Henri se remarie avec Caroline de Hesse-Rheinfels-Rotenbourg (Rotenbourg, 18 août 1714 - Paris, 14 juin 1741), fille d’Ernest-Léopold de Hesse-Rheinfels-Rotenbourg. landgrave de Hesse Rotenbourg, et de la princesse Marie Anne de Löwenstein. Elle était issue de la branche catholique de la Maison de Hesse.  Ensemble, les deux époux eurent un fils.

Dont un fils du second mariage :
- Louis V Joseph de Bourbon-Condé, huitième prince de Condé. Il sera à la tête de l'armée des émigrés lors de la Révolution française (Paris, 9 août 1736 - Paris, 13 mai 1818), marié en 1753 avec Charlotte de Rohan Soubise (1737-1760) ; puis en 1808 avec Marie Catherine Brignole, princesse de Monaco (1739-1813).

Il eut aussi une fille d'une liaison avec Armande Félice de La Porte Mazarin, marquise de Nesle et mère des sœurs de Nesle. Baptisée Henriette de Bourbon-Condé et titrée « Mademoiselle de Verneuil », elle fut légitimée par lettres données en octobre 1739 (Paris, 23 avril 1725 - abbaye de Beaumont les Tours,11 septembre 1780). Elle épousa à Paris le 16 novembre 1740 Jean-Roger de Laguiche, comte de Sévignon, lieutenant-général des armées du Roi (Sévignon, 14 juillet 1719 - Paris, 28 janvier 1770). De ce mariage est né Amable-Charles de Laguiche, comte de Sévignon, dont postérité.

## Récompenses et distinctions

### Titulatures
- 18 août 1692 — 1er avril 1709 : Son Altesse Sérénissime Louis-Henri de Bourbon, duc d'Enghien, prince du sang de France ;
- 1er avril 1709 — 4 mars 1710 : Son Altesse Sérénissime Louis-Henri de Bourbon, duc de Bourbon, prince du sang de France ;
- 4 mars 1710 — 27 janvier 1740 : Son Altesse Sérénissime Louis-Henri de Bourbon, prince de Condé, prince du sang de France.

### Décorations

#### Décoration dynastique française
| Ordre du Saint-Esprit | Chevalier des ordres du Roi (1er janvier 1709) |

#### Décoration dynastique étrangère
Espagne
| Ordre de la Toison d'Or | Chevalier de l'ordre de la Toison d'Or (1724) |

### Filmographie
- Dans le film Que la fête commence... (1975) de Bertrand Tavernier, son rôle est interprété par Gérard Desarthe ;
- Dans le film L'Échange des princesses (2017) de Marc Dugain, son rôle est interprété par Thomas Mustin.